# 제53기상정찰비행대대
제53기상정찰비행대대(53rd Weather Reconnaissance Squadron (53rd WRS))는 Hurricane Hunters 허리케인 헌터스[*]로도 알려진 미국 공군의 기상 관측 부대이다.
현재 공군 예비군사령부 예하 제403비행단에 배속되어 있다.

## 계보

### 기종
- 록히드 RC-130; 1974년 ~ 1975년
- 록히드 HC-130 허큘레스; 1976년
- 록히드 WC-130J 허큘레스; 1999년 ~ 현재

## 같이 보기
- 열대 저기압
- 미국 국립 허리케인 센터
- 2015년 북대서양 허리케인